# A koreai nyelv története
A koreai nyelv története magába foglalja a nyelvnek az ókoreai nyelv valamint a Észak- és Dél-Korea területén beszélt nyelv kialakulását. Viták vannak akörül még mindig, hogy az előkoreai az altaji nyelvek közé tartozott-e. Az ókoreai egy az I. és a X. század között tonális nyelv lehetett. Ezt követte a X. és a XIX. század között a középkoreai és a modern koreai.  A koreai háború óta kialakult az északi és a déli területeken használt nyelvek között a nagymérvű különbség. Ezen eltérések között vannak a kiejtésben, az igeragozásban és a szókészletben meglévő eltérések is.

## Ókoreai
Az ókoreai (고대국어, 古代國語) a koreainak a három királyság korszakának kezdetétől az Egyesített Szilla időszakáig terjedő korszaka. Ez időben az I. és a X. század közötti időszak. Ez a nyelv nem azonos azzal az előkoreaival, melyből az elméletek szerint kifejlődött a koreai nyelv. Azonban létezik egy olyan vita, mely arról szól, hogy a ma használt koreai nyelv az altaji nyelvek egyike. Az ókoreai tonális nyelv lehetett, bár ezt még kétséget kizáró módon nem bizonyították be.

## Középkoreai
A középkoreai nyelv (중세국어, 中世國語) a koreai nyelv 10. és 16. század között beszélt változata.

## Modern koreai
A modern koreai nyelvet (근대국어, 近代國語) a XVI. És a XIX. század között használták.

## Mai koreai
Bár hivatalosan Észak- és Dél-Korea is koreainak nevezi nemzeti nyelvét, a két országban használt nyelvváltozatok között a politikai elszigeteltség miatt felerősödtek a különbségek. Az észak-koreai nyelv és a dél-koreai nyelv irodalmi nyelvei saját fővárosaik dialektusához igazodtak.